# Little Man Tate
El pequeño Tate (en inglés Little Man Tate) es una película de 1991 que narra la historia de Fred Tate, un niño prodigio de siete años de edad, que lucha por autoafirmarse en una realidad social y psicológica en la que su inteligencia no es correctamente estimulada.
Jodie Foster, que también es la directora, interpreta papel de la madre de Fred, Dede, que  trata de dar a su hijo una educación «normal» desde la infancia y, al mismo tiempo, alimentar su curiosidad intelectual. La película es considerada un ejemplo claro de la vida de un niño superdotado, desde su mismo subtítulo: «No es lo que sabe. Es lo que comprende».

## Argumento
Fred Tate es un niño prodigio: pianista, un genio de las matemáticas y artista con sólo siete años. Sin embargo, se siente desdichado. Sin amigos y aburrido de las clases del colegio, el niño se siente angustiado por el ambiente que lo rodea. Decidido a sacar el máximo partido de su increíble potencial y aun con el temor de no poder disfrutar de su infancia, Dede , la madre soltera de Fred, accede a que la psicóloga que trata al niño , lo interne en una escuela para niños superdotados, pero cuando entra en la escuela, Dede se da cuenta de que su hijo está más solo que nunca.

## Sipnosis
Dede Tate es una joven de clase trabajadora, de inteligencia media y fuertes instintos, que cría sola a su hijo Fred, de 7 años. Fred muestra todos los indicios de ser un genio. Las habilidades de lectura y matemáticas de Fred son notables y toca el piano "a nivel de competencia", pero su intelecto lo ha aislado de sus compañeros de escuela pública. Llama a su madre, que lo ama incondicionalmente, por su nombre.
Las habilidades de Fred llaman la atención de Jane Grierson, una ex prodigio de la música y ahora psicóloga que dirige una escuela para niños superdotados. Ella le pide permiso a Dede para admitir a Fred en la escuela, con el fin de desarrollar sus dotes intelectuales de una manera que una escuela pública no puede. Dede se muestra reacio y prefiere que Fred tenga una educación más normal, pero cuando nadie asiste a la fiesta del 7mo cumpleaños de Fred, Dede consiente.
Fred se une a otros jóvenes brillantes y participa en el evento Odisea de la mente de Jane durante parte de la primavera. Allí conoce a uno de sus héroes, uno de los alumnos más preciados de Jane, el brillante pero ligeramente extraño "mago matemático" Damon Wells, un genio de las matemáticas que lleva una capa negra dondequiera que va. Después de que Fred, sin querer, eclipsa a Damon en una de las competencias de Odisea de la mente, este último está molesto con el primero. Damon, sin embargo, se acerca a Fred cuando monta a caballo en el rancho de Jane, y es la primera visión de Fred sobre un mundo fuera del mundo académico. Damon le dice: "Lo que importa no es el tamaño del coeficiente intelectual de un hombre; sino cómo lo usa". Jane intenta ser más cariñosa, pero no puede relacionarse con Fred como algo más que un estudio de caso.
Más tarde, Fred se matricula en una universidad, donde estudia física cuántica mientras su madre, su tía y sus primos viajan a Florida para pasar el verano. Un estudiante adulto llamado Eddie golpea accidentalmente a Fred con un globo terráqueo mientras bromea. Para compensar a Fred, Eddie lo lleva a dar un paseo en su ciclomotor y le muestra cosas como jugar al billar; Para Fred es bueno pasar tiempo con alguien que no es un genio. Sin embargo, cuando entra a la habitación de Eddie mientras está en la cama con una mujer, Fred sale corriendo y Eddie lo persigue. Eddie explica que no puede ser niñera de Fred; Aunque disfruta de su compañía, Fred necesita encontrar amigos más cercanos a su edad. El regreso al aislamiento le pasa factura a Fred, ya que sufre pesadillas en las que es tratado como un fenómeno y un extraño.
Se le pide a Jane que lleve a Fred a un programa de debate en televisión sobre el tema de los niños superdotados. Fred asiste pero se derrumba. Dede sintoniza el programa desde Florida y reacciona de inmediato a la apariencia visual de Fred y se dice a sí misma: "Te ves terrible, niño". En el aire, Fred afirma que su madre está muerta y recita un poema infantil (una repetición palabra por palabra de un poema de Matt Montini, uno de sus antiguos compañeros de escuela primaria) antes de quitarse el micrófono y salir del estudio. . Jane no puede encontrar a Fred y ella y su asistente Garth se comunican con Dede. Dede sospecha que Fred se ha ido a su apartamento y vuela de regreso. Ella lo encuentra allí, lo abraza y él la llama "mamá". Jane aparece en la puerta y, al ver que Fred tiene lo que necesita, se da vuelta y se aleja.
Un año después, Fred continúa asistiendo a la escuela de Jane y se ha adaptado a las presiones de ser un niño genio, particularmente después de que un estudiante aún más joven es admitido en la escuela de Jane. Dede organiza una 8va fiesta de cumpleaños muy concurrida para Fred, reconciliando el desarrollo emocional de Fred con su intelecto.

## Reparto
- Jodie Foster - Dede Tate
- Dianne Wiest - Jane Grierson
- Adam Hann-Byrd - Fred Tate
- Harry Connick Jr - Eddie
- David Hyde Pierce - Garth
- Debi Mazar - Gina
- P.J. Ochlan - Damon Wells
- Alex Lee - Fred Tate con dos años
- Michael Shulman - Matt Montini
- Celia Weston - Miss Nimvel
- Danitra Vance - Médico
- Richard Fredette - Barman
- George Plimpton - Winston F. Buckner
- Jennifer Trier - Maestra del Instituto Grierson
- D. Michael Pierce - Estudiante
- Geoffrey C. York - Fred Tate bebé.

## Producción
La película marca el debut como directora de Foster. Conocía bien el mundo de los superdotados, porque ella también fue una niña prodigio. Como tal también puso en el film elementos autobiográficos. Gran parte de la película se rodó en la Universidad de Miami, en Oxford, Ohio y en el Wexner Center, en Columbus, Ohio. 

## Recepción
La obra cinematográfica fue muy bien acogida en el Festival Internacional de Cine de Boston y también fue elogiada por la crítica. Más tarde, cuando fue estrenada, la película ingresó alrededor de 25 millones de dólares.